# Гізо Мамагеішвілі
Гізо Мамагеішвілі (груз. გიზო მამაგეიშვილი; нар. 15 січня 2003) — грузинський футболіст, півзахисник клубу Іберія 1999 та молодіжної збірної Грузії.

## Клубна кар'єра
Вихованець футбольної школи клубу «Сабуртало». Професійну футбольну кар'єру розпочав 2020 року в основній команді того ж клубу. Наступного року став у складі команди володарем Кубка Грузії.
7 грудня 2023 року «Сабуртало» завоював другий кубковий титул після перемоги над клубом «Динамо» (Батумі), Гізо відіграв повністю весь матч.
На початку 2024 року клуб змінив назву на Іберія 1999, та за підсумками чемпіонату здобув золоті нагороди.

## Виступи за збірні
У 2020 році Гізо дебютував у складі юнацької збірної Грузії (U-17), загалом на юнацькому рівні взяв участь у 3 іграх.
З 2021 по 2022 роки виступав за юнацьку збірну Грузії (U-19).
З 2022 року Мамагеішвілі грає у складі молодіжної збірної Грузії. Станом на грудень 2024 року зіграв за молодіжну збірну в 9 офіційних матчах, забив 1 гол.

## Титули і досягнення
«Сабуртало»/Іберія 1999
- Чемпіон Грузії (1): 2024
- Володар Кубка Грузії (2): 2021,[8] 2023